# Allée couverte von Pitray

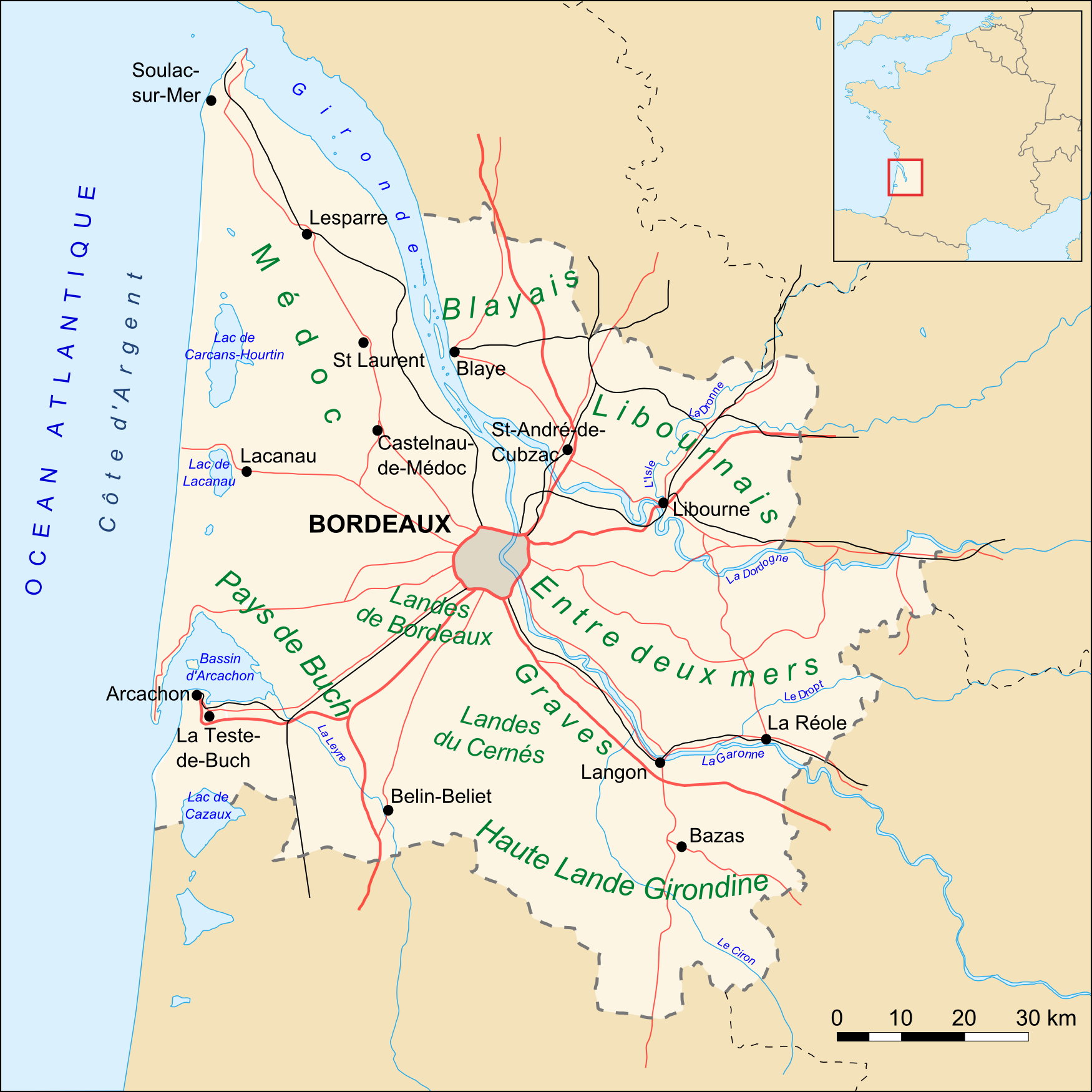
Lage von Libourne

Die Allée couverte von Pitray liegt auf dem Gelände des Château de Pitray, am Rande eines Hügels, 750 m westlich des Dorfes Gardegan-et-Tourtirac im Entre deux mers bei Libourne im Département Gironde in Frankreich.
Es ist eine stärker gestörte West-Ost orientierte Anlage vom  oder „Type aquitain“. Ihre Länge beträgt 9,25 Meter, sie besteht aus sechs bis zu 1,7 Meter hohen und 4,1 m langen Tragsteinen aus Kalkstein, die in etwa 1,2 Meter Abstand einander gegenüber stehen, einem gewaltigen Endstein und vier niedrigen Seitensteinen. Das Galeriegrab hat keine Decksteine mehr. Der Endstein ist etwa 2,3 Meter breit. Die Seitensteine sind in der Höhe (vermutlich durch Beschädigung) abgestuft. Es gibt drei große und zwei mittelgroße Steine auf der Nordseite und drei große und drei mittelgroße Steine auf der Südseite. Einige der Steine haben Löcher die Spuren der Verwitterung zu sein scheinen. Spuren eines ovalem Tumulus sind an der Südseite erkennbar.
Untersucht zuerst vom Grafen von Pitray, der menschliche Knochen fand, darunter zwei gut erhaltene Schädel. 1906 von Abbé Labrie untersucht. Nicht erhaltene Funde waren drei Fragmente von Schienbeinen; Feuersteinabschläge und neolithische Tonscherben. Nicht beschrieben, aber ähnlich präsentiert wie beim Dolmen von Curton. 
In der Nähe liegen die Allée couverte von Roquefort und die Dolmen von Bignon.